# Муцо
Муцо (Муцу, груз. მუცო) — высокогорное село-крепость на севере Грузии, в исторической области Пирикитской Хевсурети. Построено как орлиное гнездо, на неприступной скале. Относится к Шатильскому обществу (теми, груз. თემი) Душетского муниципалитета в краю Мцхета-Мтианети. Расположено близ границы с Чечнёй, в труднопроходимом Ардотском ущелье, на правом берегу реки Андаки (Ардоти), правого притока реки Аргун, в 5 километрах от села Ардоти, в 9 километрах от Анатори, в 12 километрах к юго-востоку от Шатили, в 90 километрах к юго-западу от Грозного и в 102 километрах к северо-востоку от Тбилиси. Географ Деши Мор, давший лучшее географическое описание Хевсурети, указывает, что село находится на высоте 1579 метров над уровнем моря. Памятник национального значения.
В Муцо в сезон устраиваются экскурсии на внедорожниках. Выше Муцо по течению находится пограничный пост. В 2018 году у реки находилось кафе и магазин.

## История
Муцо на протяжении многих веков было самым сильным форпостом на севере страны, контролируя дороги и защищая северную границу государства. Муцо гармонично встроено в скалы с использованием природных материалов. Было заселено с X века.
В Муцо жили три рода — Дайаури, Чолокашвили и Торгва. Два последних предание считает чеченскими. Род Чолокашвили выселился в Кахетию, где положил начало княжеской фамилии Чолокаевых; род Торгва вымер. Остатки рода Торгва, уцелевшие от кровной мести, слились с родом Чинчараули. При родовом строе прекращение рода имеет большое значение, а потому с последним Торгва, да и с самим родом связано множество легенд. Часть населения была кистинского происхождения. По сведениям профессора Сергея Макалатия в Муцо жила кистинская по происхождению семья Мосегашвили.
Суровый горный климат, нехватка пахотных земель, плохая инфраструктура и нехватка воды привели к тому, что село-крепость Муцо было покинуто ещё в 70-х годах XIX века, когда Хевсурети летом 1876 года посетил директор тифлисского музея Густав Радде. Летом 1927 года Владимир Гурко-Кряжин и Г. В. Демидов посетили Хевсурети. В 1928 году Владимир Гурко-Кряжин описывал Муцо как «мёртвый город». В 1931 году Владимир Николаевич Худадов описывал Муцо как «мёртвый замок». В селе-крепости жил только один кистинец Борчашвили. Покинутое село-крепость медленно разрушилось.
Село расположено на трёх полуискусственных террасах на высокой скалистой горе с очень крутыми склонами. Высокая скала, на которой расположено селение, обрывается круто вниз на восток, юг и запад и только северо-восточной своей частью примыкает к острому и высокому Муцосскому хребту (так здесь называется отрезок Бокового хребта, протянувшийся вдоль правого берега реки Андаки). Муцо — типичный замок, который замыкает Ардотское ущелье, ниже Ардоти по течению Андаки. Башни, украшенные зубцами и укрепления видны издали в глубине ущелья. Общая стена отсутствует. Как и Шатили, крепость Муцо представляет собой, с одной стороны, единый дом-крепость, служивший защитой всем его жителям, но в то же время внутри крепости, как отдельные ячейки, расположены жилые дома. И каждый из этих домов также выглядит крепостью. Крепость состояла из трёх комплексов укреплений, группирующихся каждый вокруг особой боевой башни. Каждый из трёх комплексов укреплений и башни принадлежал отдельному роду — Дайаури, Чолокашвили, Торгва. Таким образом, Муцо был замком не феодальным, а родовым. В каждом из трёх комплексов укрепления находилось по особому родовому святилищу — «хати» (груз. ხატი). Сохранилось несколько старинных укрепленных жилищ высотой от двух до четырех этажей, с традиционной техникой кладки из сухого сланца, башен, множество святынь и могильников (склепов), оборонительные стены. Каменные лестницы ведут от дома к дому, из улицы в улицу.
В 2014 году Национальное агентство по сохранению культурного наследия Грузии при министерстве культуры и спорта Грузии решило восстановить Муцо. Проект поддержал благотворительный фонд «Карту». В восстановлении села участвовали местные жители. Утраченная технология кладки из сухого сланца была предоставлена мастерами-кистинцами из соседнего региона. Для восстановления села был построен подъемник и проведён силовой кабель. Была построена небольшая гидроэлектростанция (ГЭС) на реке Андаки близ села для обеспечения электричеством участка.
Постройки были адаптированы к современным потребностям, проведены вода, электричество и связь. Стали возвращаться жители. Национальное агентство по сохранению культурного наследия Грузии создало культурный музей-заповедник для обслуживания памятника. Проект стал прецедентом для дальнейшего возрождения высокогорных исторических поселений Грузии. Проект восстановления высокогорного селения Муцо был награжден премией Europa Nostra (European Heritage Awards / Europa Nostra Awards) в 2019 году за спасение истории и культуры от исчезновения и забвения.

## Село-выселок
У подножия горы, на котором расположена крепость Муцо, к югу от крепости лежало небольшое одноимённое село-выселок. В нём жил род Дайаури, единственный из трёх родов, некогда обитавших в крепости, оставшийся в Хевсурети.
Село-выселок Муцо было хевсурским селением, относилось к Пшаво-хевсурскому участку Тионетского округа, позднее Ардотскому обществу (теми, груз. თემი) Тионетского уезда Тифлисской губернии Российской империи, до 1928 года — Душетского уезда, затем Шатильскому обществу Тифлисского округа. Согласно Географическо-статистическому словарю Российской империи (1867) в Муцо проживало 98 жителей в 17 дворах. По официальным сведениям 1873 года, в селе насчитывалось 20 дымов. В селе были пахотные земли на противоположном, левом берегу Андаки. Зимовники на левом берегу имели заостренные, соломенные крыши, что в этой области встречается очень редко, и использовались для склада зимнего корма. Близ селения находились серебро-свинцовые, свинцовые и медные руды.
Село-выселок Муцо было покинуто. Позднее жители вернулись и вновь поселились в селе Муцо. К 1980-м годам село Муцо частично опустело.

## Башня Торгвы
В западной части села-крепости Муцо расположена «башня Торгвы» (груз. თორღვას კოშკი). Род Торгва, один из трёх, некогда обитавших в крепости Муцо, вымер. При родовом строе прекращение рода имеет большое значение, а потому с последним Торгва, да и с самим родом связано множество легенд. Баллада «Торгва», в которой рассказывается об убийстве Торгвы (его убил пшав Чота или Чотла), широко распространена в Хевсурети и Пшавии. Передаётся множество сказаний о Торгве. Судя по некоторым вариантам легенды, Торгва (Торгвай, Торквай, груз. თორღვაი) был тушинец. Другие варианты дают сведения о его княжеском происхождении. В части вариантов легенды утверждается, что Торгва незаконнорожденный сын бежавшего царевича Александра Багратиони (Батонишвили). По народному преданию, Торгва необычайно смелый и сильный герой, не знающий поражений. У Торгвы была кольчуга, которую не могли пробить ни кинжал, ни пуля. Кольчугу ему подарил змей-побратим, и он не расставался с ней ни днём, ни ночью. Врагам так и не удалось бы победить Торгву, если бы не несчастный случай. Однажды купался Торгва в теплом источнике. Во время купания река унесла лежавшую на берегу кольчугу, и кровник убил его. По сведениям профессора Сергея Макалатия в его трудах «Хевсуретия» и «Пшавия» Торгва из Муцу был известным во всей Хевсуретии разбойником. Он с помощью кистинцев совершал набеги на Хевсуретию и Пшавию. Обложил пшавов непосильным оброком. Пшавы восстали, и Чота убил Торгву. По другим сведениям, Торгва был предводителем кистинцев и брал с Пшав-Хевсуретии дань.
По древней легенде Торгвай решил построить крепость, чтобы закрыть Ардотское ущелье от врагов. Он собрал людей возле села Анатори при впадении реки Андахи (Ардоти) в реку Аргун. Кистинцы встали в ряд от села до вершины скалы. Передавая камни из рук в руки, они построили крепость Муцо.
В 1965 году на студии «Грузия-фильм» был снят фильм «Хевсурская баллада», в котором роль Торгвая исполнил Леван Пилпани.

## Могильники
В Муцо сохранилось множество надземных могильников (склепов) — аклдамов (акалдама, груз. აკლდამა), аналогичных анаторским, и расположенных как в самом селе, так и у подножия горы. Могильники имеют вид небольших каменных домиков без дверей и с одним окном. Внутри человеческие останки сложены на полу и на каменных лежанках, выступающих вдоль стен. Могильники связывают с эпидемиями чумы или чёрной оспы. Рассказывают о традиции, по которой больной должен был сам приходить сюда, ложиться на лежанку и дожидаться смерти. Рядом с Муцо расположено старое кладбище с поставленными вертикально на каждой могиле большими сланцевыми плитами. С восточной стороны находится боковое ущелье; по правому его склону разбросано около десятка склепов того же типа, что и в Анатори и перед входом в Муцо.
Покойники подвергались естественной мумификации. Надземные склепы-домики, ничем не отличающиеся от склепов в Муцо и Анатори, известны в «городе мертвых» Цой-Педе в Малхиста как «малх-каш» (в переводе с чеченского «солнечная могила») и распространены в высокогорной Чечне (общество Майсты (чечен. МӀайста), у озера Галанчеж). Близкие по конструкции склепы известны на территории Ингушетии, хотя здесь больше склепов, напоминающих башни, постройки позднего периода (XVIII века самый ранний) . Наземные склепы обнаружены также в Тушетии и неподалеку от села Степанцминда. В огромном числе известны они на территории Северной Осетии.
- Могильники в Муцо